# Принц Євген (лінкор)
Лінкор «Принц Євген» («Принц Ойген», нім. SMS Prinz Eugen) — був одним з бойових кораблів класу Теґеттгофф (Вірібус Унітіс) військово-морських сил Австро-Угорщини, до якого належали до якого належали лінкори «Теґеттгофф», «Вірібус Унітіс», «Святий Стефан». Названий на честь австрійського фельдмаршала XVII–XVIII ст. Євгена Савойського. 

## Історія
Був збудований на верфі Трієсту. Після зачислення до складу флоту був відправлений 7 серпня 1914 для підтримки німецького важкого крейсеру «Гебен» і відкликаний наступного дня. Брав участь 23 травня 1915 в обстрілі узбережжя Італії, 8 червня у невдалому поході до проливу Отранто.
Після розпаду Австро-Угорщини 5 листопада до 1 грудня 1918 ходив під італійським прапором. Був переданий по умовах мирного договору Франції і переведений 25 серпня 1920 до бази в Тулоні. Був використаний 28 липня 1922 як ціль для французьких лінкорів і потоплений після обстрілу з далекої дистанції.